# دره غوربند
درهٔ غوربند دره‌ای در افغانستان است که در ولایت پروان واقع در شمال شرقی کشور قرار دارد.